# Xinjiangchelys
Xinjiangchelys is een geslacht van uitgestorven xinjiangchelyide schildpadden, bekend van het Midden-Jura tot het vroege Krijt van China en Kirgizië. Het is bekend van meer dan elf verschillende soorten.

## Naamgeving
In 1986 benoemde Yeh de typesoort Xinjiangchelys junggarensis. De geslachtsnaam verbindt een verwijzing naar Xinjiang met een Grieks chelys, 'landschildpad'. De soortaanduiding verwijst naar de herkomst uit het Junggarbekken.
Het holotype is IVPP V7648, een schild met fragmentarisch skelet. Verschillende specimina zijn toegewezen.

### Verdere soorten
- Xinjiangchelys wuerhoensis = Sinemys wuerhoensis YEH, 1977
- Xinjiangchelys naryensis = Toxochelys narynensis NESOV & KAZHYSHKIN, 1985
- Xinjiangchelys chowi MATZKE, MAISCH, SUN, PFRETZSCHNER & STOHR, 2005: vernoemd naar Chow Minchen en gebaseerd op holotype SGP 2000/6
- Xinjiangchelys jingyanensis Yeh & Fang 1982 = Plesiochelys jingyanensis, gebaseerd op holotype IVPP V 6746
- Xinjiangchelys jinyanensis = Xinjiangchelys jingyanensis
- Xinjiangchelys laticentralis = Shartegemys laticentralis SUKHANOV & NARMANDAKH, in SUKHANOV, 2000
- Xinjiangchelys latiens Sukhanov & Narmandakh 2006 = Annemys latiens
- Xinjiangchelys latimarginatus PENG & BRINKMAN, 1993: een jonger synoniem van Xinjiangchelys junggarensis
- Xinjiangchelys oshanensis (Yeh 1973), = Plesiochelys oshanensis, gebaseerd op holotype IVPP V4444
- Xinjiangchelys qiguensis MATZKE, MAISCH, SUN, PFRETZSCHNER & STOHR, 2004: gebaseerd op holotype SGP/2005/5 uit de Qiguformatie
- Xinjiangchelys radiplicatoides BRINKMAN, EBERTH, WU, CLARK, & WU, 2013: vernoemd naar de gelijkenis met W. radiplicatus en gebaseerd op holotype IVPP V18104
- Xinjiangchelys radiplicatus Young & Chow 1953 = Chengyuchelys radiplicatus
- Xinjiangchelys tianshanensis NESOV, 1995: gebaseerd op holotype CCMGE 1/12526
- Xinjiangchelys wusu RABI, ZHOU, WINGS, GE, & JOYCE, 2013: vernoemd naar de stad Wusu en gebaseerd op holotype PMOL-SGP A0100-1
- Xinjiangchelys zigongensis PENG, YE, GAO, SHU & JIANG, 2005: vernoemd naar de regio Zigong en gebaseerd op holotype ZDM 0048